# Szymon Chen Ximan
Św. Szymon Chen Ximan OFS (chiń. 陳西滿) (ur. 1855 w Anyang, Shanxi, zm. 9 lipca 1900 w Taiyuan) − chiński tercjarz franciszkański, święty Kościoła katolickiego, męczennik.

## Życiorys
Szymon Chen Ximan urodził się w rodzinie katolickiej od wielu pokoleń. Był drugim z trójki synów. Jego rodzice Józef Chen i Antonia Li pracowali na rzecz Kościoła od wielu lat. W młodym wieku Szymon Chen Ximan został seminarzystą w Taiyuan, ale musiał opuścić seminarium z powodu choroby. Mimo to całe życie pozostał w celibacie i poświęcił się Kościołowi. Był lokajem biskupa Fogolla przez 20 lat. Razem z nim i czterema seminarzystami pojechał do Turynu na Międzynarodową Wystawę Chińskiej Kultury i Sztuki w 1898 r. Następnie podróżowali po Francji, Belgii i Anglii, dzięki czemu pozyskali środki potrzebne dla misji. Do Taiyuan razem z nimi udało się dziewięciu młodych księży i siedem zakonnic ze zgromadzenia Franciszkanek Misjonarek Maryi.
Wkrótce po ich powrocie podczas powstania bokserów doszło do prześladowań chrześcijan. Zarządca prowincji Shanxi Yuxian nienawidził chrześcijan. Z jego polecenia biskup Fogolla został aresztowany razem z 2 innymi biskupami (Grzegorz Grassi, Eliasz Facchini), 3 księżmi, 7 zakonnicami, 7 seminarzystami, 10 świeckimi pomocnikami misji i kilkoma wdowami. Aresztowano również protestanckich duchownych razem z ich rodzinami. Wśród aresztowanych był również Szymon Chen Ximan. Został stracony z rozkazu gubernatora Shanxi 9 lipca 1900 r. W tym dniu zabito łącznie 26 męczenników. W styczniu 1901 r. nowy zarządca prowincji urządził ich uroczysty pogrzeb.

## Dzień wspomnienia
9 lipca w grupie 120 męczenników chińskich.

## Proces beatyfikacyjny i kanonizacyjny
Beatyfikowany 24 listopada 1946 r. przez Piusa XII w grupie Grzegorz Grassi i 28 Towarzyszy. Kanonizowani w grupie 120 męczenników chińskich 1 października 2000 r. przez Jana Pawła II.